# Mike Mignola
Mike Joseph Mignola (n. Berkeley, California; 16 de septiembre de 1960) es un artista estadounidense de cómics y escritor, famoso por crear la serie de cómics Hellboy para Dark Horse Comics. También ha trabajado para proyectos de animación como Atlantis: el imperio perdido y la adaptación de su one-shot, The Amazing Screw-On Head.

## Biografía
Mignola nació en Berkeley (California). Comenzó su carrera en 1980, con ilustraciones aisladas en la revista Comic Reader. Su primera obra publicada fue en el número 183 de esa revista, una ilustración de Red Sonja en la página 9. La primera portada que le publicaron fue la del número 196; con Dominic Fortune, The Spirit y Doc Savage en noviembre de 1981. En 1982 se graduó en la Escuela de Arte de California con un BFA en Ilustración.
En 1983, aceptó un trabajo de entintador en Marvel Comics, trabajando en Daredevil, Power Man & Iron Fist, y más tarde en títulos como The Incredible Hulk, Alpha Flight y la serie limitada Rocket Raccoon.
Después de sus primeros trabajos para DC Comics, como Phantom Stranger y El mundo de Krypton en 1987, Mignola comenzó a atraer la atención en esa empresa. En 1988 le encomiendan varias asignaciones de alto perfil, entre ellas las cubiertas de Una muerte en la familia y Dark City Dark Knight; el dibujo de Cosmic Odyssey, una serie limitada épica en cuatro números, de ambientación galáctica y con un supergrupo de héroes de DC; y Gotham by Gaslight, en la que una versión de Batman de la época victoriana se enfrenta a Jack el Destripador. El éxito de esas 52 páginas inspiró a DC a lanzar el sello editorial Elseworlds.
A lo largo de la década de 1990, Mignola trabajó en las cubiertas y las contraportadas de diversos cómics de Marvel y DC. Además, dibujó Wolverine: The Jungle Adventure para Marvel; y, con Howard Chaykin y P. Craig Russell, trabajó en Fafhrd and the Gray Mouser e Ironwolf: Fires of the Revolution para DC Comics. También ilustró la adaptación al cómic de Drácula de Bram Stoker para Topps Comics, que le llevó a ayudar en el diseño y el guion gráfico de la película de Francis Ford Coppola.

## Hellboy
Hasta 1994, Mignola siempre había trabajado sobre personajes y creaciones de otros. Se desvió de esa práctica cuando creó la primera historieta de Hellboy, titulada La semilla de la destrucción y publicada por Dark Horse Comics. Hellboy reposa en gran medida en los propios intereses de Mignola: el folclore, las películas de serie B, las historias de fantasmas y monstruos, el pulp. La serie sobre un investigador paranormal del infierno, el epónimo Hellboy, pronto demostró ser un éxito de público y crítica con su arte abstracto y horror al estilo de H. P. Lovecraft. Desde entonces Hellboy se ha convertido en el proyecto con el que más se ha ligado a Mignola, y del que él ha procurado mantener un flujo constante de historias y productos.
Antes de Hellboy, Mignola no tenía experiencia en escribir sus propias historias, y por lo tanto, a petición de Mignola, la primera serie fue escrita por John Byrne. Sin embargo, la siguiente historia de Hellboy, Los lobos de San Augusto, fue escrita ya por Mignola, quien también escribió la mayoría de las posteriores; aunque otros escritores y artistas han trabajado también en el personaje desde entonces. Todos los grandes arcos argumentales de la historia fueron dibujados por Mike Mignola, pero en 2007 el artista Duncan Fegredo se hizo cargo de las labores de dibujo, manteniéndose Mignola como escritor y artista de cubierta. También ha escrito el popular spin-off titulado B. P. R. D. (Bureau for Paranormal Research and Defense, o Asociación para la Investigación y Defensa Paranormal, A. I. D. P., en español) con John Arcudi, que fue dibujado por Guy Davis y Mignola aportó la cubierta. Con todos sus diversos compromisos, Mignola ha tenido pocas oportunidades de escribir y dibujar Hellboy, por lo que la publicación del one-shot de 2008 In the Chapel of Moloch, fue el primer cómic de Hellboy para el que puso guion y dibujo desde The Island en 2005.
Según Mignola, el personaje de Hellboy se basa en gran medida en la personalidad de su padre.[cita requerida]

## Cómics

### Namor
- Marvel Fanfare, n.º 16 (1984). Marvel Comics (guion de Bill Mantlo, dibujo y entintado de Mignola).
- Rocket Raccoon, serie limitada de 4 números (1985). Marvel Comics (guion de Bill Mantlo, dibujo y entintado de Mignola).
- The Chronicles of Corum, n.º 1-6 (1987). First Comics (dibujo de Mignola, Mike Baron y Mark Shainblum).
- Cosmic Odyssey, novela gráfica (1988). DC Comics (guion de Jim Starlin, dibujo de Mignola y Carlos Garzon). Tapa blanda, 226 páginas. ISBN 1-56389-051-8.[1]
  - Con otra edición de Titan Books. ISBN 1-84023-715-5.
- Marvel Fanfare, n.º 43 (1989). Marvel Comics (guion de Bill Mantlo, dibujo de Mignola y entintado de P. Craig Russell).

### Batman
- Batman: Gotham by Gaslight (1989). DC Comics Elseworlds (guion de Brian Augustyn, dibujo de Mignola y entintado de P. Craig Russell. Tapa blanda, 48 páginas. ISBN 0-930289-67-6.
  - Con otra edición de Titan Books. ISBN 1-85286-265-3.
- Batman: The Doom That Came to Gotham, serie limitada de 3 números (2000). DC Comics Elseworlds (guion de Mignola).

### Hellboy
- La semilla de la destrucción (tapa blanda contiene Seed of Destruction #1-4, 1994, Titan, 2002 ISBN 1-84023-537-3, Dark Horse, 2004, ISBN 1-59307-094-2)
- Despierta al Demonio (Tapa blanda contiene Wake the Devil #1-5, 1996, Titan, 2002, ISBN 1-84023-540-3, Dark Horse, 1997 ISBN 1-56971-226-3, 2004 ISBN 1-59307-095-0)
- El ataúd encadenado y otras historias (Tapa blanda contiene The Wolves of St. August, 1995, The Corpse and the Iron Shoes, 1996, Almost Colossus, Dark Horse Presents 100 #2, y Christmas Special, Titan, 2002, ISBN 1-84023-538-1, Dark Horse, 1998 ISBN 1-56971-349-9, 2004, ISBN 1-59307-091-8)
- La mano derecha del destino (Tapa blanda contieneDark Horse Presents #151, DHP Annuals 1998 & 1999, Abe Sapien: Drums of the Dead, Gary Gianni's The Monstermen, y Hellboy: Box Full of Evil #1-2, Titan, 2002, ISBN 1-84023-539-X, Dark Horse, 2004, ISBN 1-59307-093-4)
- El gusano vencedor (Tapa blanda Conqueror Worm #1-4, 2002, Titan, ISBN 1-84023-541-1, Dark Horse, ISBN 1-56971-699-4)
  - Historias Extrañas Vol. 1 (Tapa blanda contiene Weird Tales #1-4, Titan, 2004, ISBN 1-84023-783-X, Dark Horse, 2003, ISBN 1-56971-622-6)
- Historias Extrañas Vol. 2 (Tapa blanda contiene Weird Tales #5-8, 2004, Titan, ISBN 1-84023-997-2, Dark Horse, ISBN 1-56971-953-5)
  - Lugares extraños (Tapa blanda contieneThe Third Wish #1-2, 2002 y The Island #1-2, 2005, Dark Horse, abril de 2006, ISBN 1-59307-475-1)[2]
- La bruja troll y otras historias (Tapa blanda contiene The Dark Horse Book of..., The Dead, Witchcraft, Hauntings, y Monsters también a Hellboy: Makoma, 144 pages, Dark Horse, October 2007, ISBN 1-59307-860-9)[3]
- La oscuridad llama (con Duncan Fegredo, serie limitada de 6 números, 2007, tapa blanda, junio 2008, ISBN 1-59307-896-X)